# Аїда (фільм, 1953)
«Аїда» (італ. Aida) — кольоровий художній фільм-опера режисера Клементе Фракассі, поставлений в 1953 році, екранізація однойменної опери Джузеппе Верді. Головну сольну вокальну партію виконує Рената Тебальді.

## Сюжет
Кінофільм-опера є екранізацією опери «Аїда» Джузеппе Верді, написаної на лібрето Антоніо Гисланцони за сценарієм єгиптолога О. Ф. Марієтта.
Музика у фільмі скорочена, а для введеної сцени бою єгиптян з ефіопами, відсутньої в опері, використано музику з третього акту.
У 1987 році фільм був показаний на 40-му Каннському кінофестивалі у позаконкурсній програмі.

## У ролях
- Софі Лорен
- Лоіс Максвелл
- Альба Арнова
- Леонід Мясін